# Európai kupasorozat-győztes labdarúgócsapatok
Az európai kupasorozat-győztes labdarúgócsapatok azok, amelyek az Európai Labdarúgó-szövetség (UEFA) által szervezett férfi klubcsapatok részére kiírt tornák valamelyikét megnyerték.
Ezek a tornák: az UEFA-bajnokok ligája (régebben Bajnokcsapatok Európa-kupája), az Európa-liga (és jogelődjei), a UEFA Konferencia Liga és az UEFA-szuperkupa. Szintén az UEFA szervezte a megszűnt Kupagyőztesek Európa-kupáját és az Intertotó-kupát. A Dél-amerikai labdarúgó-szövetséggel közösen szervezték az Interkontinentális kupát, melynek helyét 2005-ben a FIFA-klubvilágbajnokság vette át.
Az európai klubcsapatok minden évben 5 nemzetközi tornán vehetnek részt. Az első számú torna a Bajnokok Ligája, a második számú torna – amióta a KEK megszűnt – az Európa-liga, a harmadik pedig a Konferencia Liga. A BL és az Európa-liga győztese küzd egymás ellen az UEFA-szuperkupáért, a BL nyertes csapat pedig még Európát is képviselheti a FIFA-klubvilágbajnokságon.
1999-ig a második számú torna a Kupagyőztesek Európa-kupája volt, ahol minden évben a nemzeti labdarúgókupák győztesei képviselhették hazájukat.
Jelenleg a legsikeresebb klubok dobogóján a Real Madrid, az FC Barcelona és az AC Milan szerepel.
Eddig összesen hat csapatnak sikerült megnyernie az összes kupát amit klubcsapat megnyerhet (a Konferencia Liga még nem számít ide). Ezen klubok az FC Barcelona, a Bayern München, az AFC Ajax, a Juventus Torino, a Chelsea FC és a Manchester United. Sok olyan sikeres csapat is van akik már nem fognak ezen öt csapathoz csatlakozni, mivel nem sikerült megnyerniük soha a már megszüntetett KEK-et.

## UEFA-bajnokok ligája
Az UEFA-bajnokok ligája (az 1992–1993-as szezon előtt még Bajnokcsapatok Európa-kupája) egy európai klubcsapatok részvételével játszott labdarúgó-sorozat, mely évente kerül megrendezésre. Európában megkezdése óta ez az első számú labdarúgókupa. Az első tornát az 1955–1956-os szezonban rendezték meg, melyet a spanyol Real Madrid nyert meg. Minden európai országból az eredményeiktől függően indulhat egy, kettő, három, illetve négy klub (kivétel Liechtenstein, amely nem rendez nemzeti labdarúgó-bajnokságot, csak a Konferencia Ligában indíthat csapatot). Az induló csapatok az adott ország bajnokságának megnyerésével (illetve második, harmadik, negyedik helyének elérésével) vívják ki a részvételt, továbbá az Európa-liga győztese is indulási jogot kap.
A torna eddigi legsikeresebb csapata a spanyol Real Madrid, akik eddig összesen 14 tornát nyertek meg. Az országokat tekintve pedig Spanyolország csapatai nyerték meg eddig a legtöbb tornát, összesen 19 alkalommal.
A BEK és a BL eddigi győztesei
Bajnokcsapatok Európa Kupája
- 1955–1956 –  Real Madrid (1x)
- 1956–1957 –  Real Madrid (2x)
- 1957–1958 –  Real Madrid (3x)
- 1958–1959 –  Real Madrid (4x)
- 1959–1960 –  Real Madrid (5x)
- 1960–1961 –  Benfica Lisszabon (1x)
- 1961–1962 –  Benfica Lisszabon (2x)
- 1962–1963 –  AC Milan (1x)
- 1963–1964 –  Internazionale (1x)
- 1964–1965 –  Internazionale (2x)
- 1965–1966 –  Real Madrid (6x)
- 1966–1967 –  Celtic Glasgow (1x)
- 1967–1968 –  Manchester United (1x)
- 1968–1969 –  AC Milan (2x)
- 1969–1970 –  Feyenoord (1x)
- 1970–1971 –  AFC Ajax (1x)
- 1971–1972 –  AFC Ajax (2x)
- 1972–1973 –  AFC Ajax (3x)
- 1973–1974 –  Bayern München (1x)
- 1974–1975 –  Bayern München (2x)
- 1975–1976 –  Bayern München (3x)
- 1976–1977 –  Liverpool (1x)
- 1977–1978 –  Liverpool (2x)
- 1978–1979 –  Nottingham Forest (1x)
- 1979–1980 –  Nottingham Forest (2x)
- 1980–1981 –  Liverpool (3x)
- 1981–1982 –  Aston Villa (1x)
- 1982–1983 –  Hamburg (1x)
- 1983–1984 –  Liverpool (4x)
- 1984–1985 –  Juventus (1x)
- 1985–1986 –  Steaua Bukarest (1x)
- 1986–1987 –  FC Porto (1x)
- 1987–1988 –  PSV Eindhoven (1x)
- 1988–1989 –  AC Milan (3x)
- 1989–1990 –  AC Milan (4x)
- 1990–1991 –  Crvena Zvezda (1x)
- 1991–1992 –  FC Barcelona (1x)

Bajnokok Ligája
- 1992–1993 –  Olympique Marseille (1x)
- 1993–1994 –  AC Milan (5x)
- 1994–1995 –  AFC Ajax (4x)
- 1995–1996 –  Juventus (2x)
- 1996–1997 –  Borussia Dortmund (1x)
- 1997–1998 –  Real Madrid (7x)
- 1998–1999 –  Manchester United (2x)
- 1999–2000 –  Real Madrid (8x)
- 2000–2001 –  Bayern München (4x)
- 2001–2002 –  Real Madrid (9x)
- 2002–2003 –  AC Milan (6x)
- 2003–2004 –  FC Porto (2x)
- 2004–2005 –  Liverpool (5x)
- 2005–2006 –  FC Barcelona (2x)
- 2006–2007 –  AC Milan (7x)
- 2007–2008 –  Manchester United (3x)
- 2008–2009 –  FC Barcelona (3x)
- 2009–2010 –  Internazionale (3x)
- 2010–2011 –  FC Barcelona (4x)
- 2011–2012 –  Chelsea (1x)
- 2012–2013 –  Bayern München (5x)
- 2013–2014 –  Real Madrid (10x)
- 2014–2015 –  FC Barcelona (5x)
- 2015–2016 –  Real Madrid (11x)
- 2016–2017 –  Real Madrid (12x)
- 2017–2018 –  Real Madrid (13x)
- 2018–2019 –  Liverpool (6x)
- 2019–2020 –  Bayern München (6x)
- 2020–2021 –  Chelsea (2x)
- 2021–2022 –  Real Madrid (14x)

## Európa-liga
Ezen torna eddig három néven szerepelt. Az első 13 szezonban Vásárvárosok kupája néven ismerték, ezek után a 2008–2009-es szezonig az UEFA-kupa nevet viselte, ezen a néven összesen 38 szezonban szerepelt. Ekkor változtatták át jelenlegi nevére, az Európa-ligára. Az 1999–2000-es szezontól ez lett Európa második számú labdarúgó tornája a KEK megszűnése miatt. Eddig 58 tornát rendeztek meg és ezalatt 34 különböző csapat tudott nyerni. A legtöbbször eddig a spanyol FC Sevilla csapata nyerte meg a tornát, összesen 6 alkalommal. Csupán ez a spanyol klub tudta eddig megnyerni ezt a tornát 3-szor egymás után.
A torna története során a címvédés is csupán spanyol kluboknak – FC Barcelona, Valencia, Real Madrid és FC Sevilla (2x) – sikerült eddig.
Az Európa-liga (és elődeinek) eddigi győztesei
Vásárvárosok kupája
- 1955–1958 –  FC Barcelona (1x)
- 1958–1960 –  FC Barcelona (2x)
- 1960–1961 –  AS Roma (1x)
- 1961–1962 –  Valencia (1x)
- 1962–1963 –  Valencia (2x)
- 1963–1964 –  Real Zaragoza (1x)
- 1964–1965 –  Ferencváros (1x)
- 1965–1966 –  FC Barcelona (3x)
- 1966–1967 –  Dinamo Zagreb (1x)
- 1967–1968 –  Leeds United (1x)
- 1968–1969 –  Newcastle United (1x)
- 1969–1970 –  Arsenal (1x)
- 1970–1971 –  Leeds United (2x)

UEFA-kupa
- 1971–1972 –  Tottenham Hotspur (1x)
- 1972–1973 –  Liverpool (1x)
- 1973–1974 –  Feyenoord (1x)
- 1974–1975 –  Borussia Mönchengladbach (1x)
- 1975–1976 –  Liverpool (2x)
- 1976–1977 –  Juventus (1x)
- 1977–1978 –  PSV Eindhoven (1x)
- 1978–1979 –  Borussia Mönchengladbach (2x)
- 1979–1980 –  Eintracht Frankfurt (1x)
- 1980–1981 –  Ipswich Town (1x)
- 1981–1982 –  IFK Göteborg (1x)
- 1982–1983 –  Anderlecht (1x)
- 1983–1984 –  Tottenham Hotspur (2x)
- 1984–1985 –  Real Madrid (1x)
- 1985–1986 –  Real Madrid (2x)
- 1986–1987 –  IFK Göteborg (2x)
- 1987–1988 –  Bayer Leverkusen (1x)
- 1988–1989 –  Napoli (1x)
- 1989–1990 –  Juventus (2x)
- 1990–1991 –  Internazionale (1x)
- 1991–1992 –  AFC Ajax (1x)
- 1992–1993 –  Juventus (3x)
- 1993–1994 –  Internazionale (2x)
- 1994–1995 –  Parma (1x)
- 1995–1996 –  Bayern München (1x)
- 1996–1997 –  Schalke 04 (1x)
- 1997–1998 –  Internazionale (3x)
- 1998–1999 –  Parma (2x)
- 1999–2000 –  Galatasaray (1x)
- 2000–2001 –  Liverpool (3x)
- 2001–2002 –  Feyenoord (2x)
- 2002–2003 –  FC Porto (1x)
- 2003–2004 –  Valencia (3x)
- 2004–2005 –  CSZKA Moszkva (1x)
- 2005–2006 –  FC Sevilla (1x)
- 2006–2007 –  FC Sevilla (2x)
- 2007–2008 –  Zenit Szentpétervár (1x)
- 2008–2009 –  Sahtar Donyeck (1x)

Európa-liga
- 2009–2010 –  Atletico Madrid (1x)
- 2010–2011 –  FC Porto (2x)
- 2011–2012 –  Atletico Madrid (2x)
- 2012–2013 –  Chelsea (1x)
- 2013–2014 –  FC Sevilla (3x)
- 2014–2015 –  FC Sevilla (4x)
- 2015–2016 –  FC Sevilla (5x)
- 2016–2017 –  Manchester United (1x)
- 2017–2018 –  Atletico Madrid (3x)
- 2018–2019 –  Chelsea (2x)
- 2019–2020 –  FC Sevilla (6x)
- 2020–2021 –  Villarreal CF (1x)
- 2021–2022 –  Eintracht Frankfurt (2x)
- 2022–2023 –  FC Sevilla (7x)

## UEFA Konferencia Liga
A 2021–2022-es szezonban indította útjára az UEFA ezt a sorozatot, amely a BL és az Európa-liga mintájára épült. Jelenleg ez a harmadik számú európai kupasorozat a BL és az Európa-liga mögött.
A Konferencia Liga eddigi győztesei
Európa Konferencia Liga
- 2021–2022 –  AS Roma (1x)

## Kupagyőztesek Európa-kupája
Az 1960–1961-es szezonban rendezték meg először, az 1998–1999-es szezon pedig a torna utolsó szezonja volt. Összesen 39 tornát rendeztek meg, melyet 32 különböző csapat nyert meg. Itt azon csapatok vettek részt, akik megnyerték hazájukban a nemzeti labdarúgókupát. Egészen a befejeztéig ez volt Európa második számú tornája (a BEK/BL mögött). A legtöbb alkalommal a spanyol FC Barcelona győzedelmeskedett, összesen 4-szer.
A KEK győztesei
Kupagyőztesek Európa-kupája
- 1960–1961 –  Fiorentina (1x)
- 1961–1962 –  Atlético de Madrid (1x)
- 1962–1963 –  Tottenham Hotspur (1x)
- 1963–1964 –  Sporting Lisabon (1x)
- 1964–1965 –  West Ham United (1x)
- 1965–1966 –  Borussia Dortmund (1x)
- 1966–1967 –  Bayern München (1x)
- 1967–1968 –  AC Milan (1x)
- 1968–1969 –  Slovan Bratislava (1x)
- 1969–1970 –  Manchester City (1x)
- 1970–1971 –  Chelsea (1x)
- 1971–1972 –  Glasgow Rangers (1x)
- 1972–1973 –  AC Milan (2x)
- 1973–1974 –  1. FC Magdeburg (1x)
- 1974–1975 –  Dinamo Kijev (1x)
- 1975–1976 –  Anderlecht (1x)
- 1976–1977 –  Hamburg (1x)
- 1977–1978 –  Anderlecht (2x)
- 1978–1979 –  FC Barcelona (1x)
- 1979–1980 –  Valencia (1x)
- 1980–1981 –  Dinamo Tbiliszi (1x)
- 1981–1982 –  FC Barcelona (2x)
- 1982–1983 –  Aberdeen (1x)
- 1983–1984 –  Juventus (1x)
- 1984–1985 –  Everton (1x)
- 1985–1986 –  Dinamo Kijev (2x)
- 1986–1987 –  AFC Ajax (1x)
- 1987–1988 –  KV Mechelen (1x)
- 1988–1989 –  FC Barcelona (3x)
- 1989–1990 –  Sampdoria (1x)
- 1990–1991 –  Manchester United (1x)
- 1991–1992 –  Werder Bremen (1x)
- 1992–1993 –  Parma (1x)
- 1993–1994 –  Arsenal (1x)
- 1994–1995 –  Real Zaragoza (1x)
- 1995–1996 –  Paris SG (1x)
- 1996–1997 –  FC Barcelona (4x)
- 1997–1998 –  Chelsea (2x)
- 1998–1999 –  SS Lazio (1x)

## UEFA-szuperkupa
Az UEFA-szuperkupát 1972-ben hozták létre. Az ebben az évben lejátszott első mérkőzés még nem volt teljesen hivatalos.
A UEFA-szuperkupán 1999-ig a BEK/BL bajnoka és a KEK győztese mérkőzött meg egymással. Miután 1999-ben megszűnt a KEK, a helyét az UEFA-kupa (ma már Európa-liga) vette át. 1997-ig két mérkőzésen (oda-visszavágó) dőlt el a győztes sorsa, azóta már csak egy mérkőzést játszanak egy semleges pályán.
Eddig összesen 41 párharcot rendeztek meg és ezeken összesen 24 különböző csapat nyerte el a kupát. A legtöbbször eddig az olasz AC Milan és a spanyol FC Barcelona győzedelmeskedett, mindkét csapat összesen 5-5 alkalommal hódította el a szuperkupát.
Az UEFA-szuperkupa eddigi győztesei
- 1972 –  AFC Ajax (1x)
- 1973 –  AFC Ajax (2x)
- 1974 – nem rendezték meg
- 1975 –  Dinamo Kijev (1x)
- 1976 –  Anderlecht (1x)
- 1977 –  Liverpool (1x)
- 1978 –  Anderlecht (2x)
- 1979 –  Nottingham Forest (1x)
- 1980 –  Valencia (1x)
- 1981 – nem rendezték meg
- 1982 –  Aston Villa (1x)
- 1983 –  Aberdeen (1x)
- 1984 –  Juventus (1x)
- 1985 – nem rendezték meg
- 1986 –  Steaua București (1x)
- 1987 –  FC Porto (1x)
- 1988 –  KV Mechelen (1x)
- 1989 –  AC Milan (1x)
- 1990 –  AC Milan (2x)
- 1991 –  Manchester United (1x)
- 1992 –  FC Barcelona (1x)
- 1993 –  Parma (1x)
- 1994 –  AC Milan (3x)
- 1995 –  AFC Ajax (3x)
- 1996 –  Juventus (2x)
- 1997 –  FC Barcelona (2x)
- 1998 –  Chelsea (1x)
- 1999 –  Lazio Roma (1x)
- 2000 –  Galatasaray (1x)
- 2001 –  Liverpool (2x)
- 2002 –  Real Madrid (1x)
- 2003 –  AC Milan (4x)
- 2004 –  Valencia (2x)
- 2005 –  Liverpool (3x)
- 2006 –  FC Sevilla (1x)
- 2007 –  AC Milan (5x)
- 2008 –  Zenit Szentpétervár (1x)
- 2009 –  FC Barcelona (3x)
- 2010 –  Atlético Madrid (1x)
- 2011 –  FC Barcelona (4x)
- 2012 –  Atlético Madrid (2x)
- 2013 –  Bayern München (1x)
- 2014 –  Real Madrid (2x)
- 2015 –  FC Barcelona (5x)
- 2016 –  Real Madrid (3x)
- 2017 –  Real Madrid (4x)
- 2018 –  Atlético Madrid (3x)
- 2019 –  Liverpool (4x)
- 2020 –  Bayern München (2x)
- 2021 –  Chelsea (2x)
- 2022 –  Real Madrid (5x)

## FIFA-Klubvilágbajnokság
Az Interkontinentális kupát 1960-tól 2004-ig az UEFA-bajnokok ligája (illetve elődje a BEK), valamint a dél-amerikai Libertadores-kupa győztese játszotta. Az Interkontinentális kupát összesen 43 alkalommal rendezték meg, ebből 21 alkalommal sikerült európai csapatnak nyernie. 2005-től új stílusban rendezik meg ezt a tornát és ahogy a stílusa, úgy a neve is megváltozott. A torna új neve FIFA-klubvilágbajnokság lett. Itt mind a 6 kontinens (Európa – Dél-Amerika – CONCAFAC-zóna – Afrika – Ázsia – Óceánia) bajnoka küzd a kupáért.
Az alábbi listában csak azok a tornák vannak feltüntetve, amelyen európai csapat győzött.
A torna eddigi európai győztesei
Interkontinentális kupa
- 1960 –  Real Madrid (1x)
- 1964 –  Internazionale (1x)
- 1965 –  Internazionale (2x)
- 1969 –  AC Milan (1x)
- 1970 –  Feyenoord (1x)
- 1972 –  AFC Ajax (1x)
- 1974 –  Atletico Madrid (1x)
- 1976 –  Bayern München (1x)
- 1985 –  Juventus (1x)
- 1987 –  FC Porto (1x)
- 1989 –  AC Milan (2x)
- 1990 –  AC Milan (3x)
- 1991 –  Crvena Zvezda (1x)
- 1995 –  AFC Ajax (2x)
- 1996 –  Juventus (2x)
- 1997 –  Borussia Dortmund (1x)
- 1998 –  Real Madrid (2x)
- 1999 –  Manchester United (1x)
- 2001 –  Bayern München (2x)
- 2002 –  Real Madrid (3x)
- 2004 –  FC Porto (2x)

Klubvilágbajnokság
- 2007 –  AC Milan (1x)
- 2008 –  Manchester United (1x)
- 2009 –  FC Barcelona (1x)
- 2010 –  Internazionale (1x)
- 2011 –  FC Barcelona (2x)
- 2013 –  Bayern München (1x)
- 2014 –  Real Madrid (1x)
- 2015 –  FC Barcelona (3x)
- 2016 –  Real Madrid (2x)
- 2017 –  Real Madrid (3x)
- 2018 –  Real Madrid (4x)
- 2019 –  Liverpool (1x)
- 2020 –  Bayern München (2x)
- 2021 –  Chelsea (1x)
- 2022 –  Real Madrid (5x)

## Dicsőséglista
Utolsó változtatás: a 2022-es Klubvilágbajnokságot követően.

### Klubcsapatok
| No. | Csapat                   | Ország        | Bajnokok Ligája* | Európa Liga** | UEFA Konferencia Liga | KEK | UEFA-Szuperkupa | Klubvilágbajnokság*** | Összesen |
| --- | ------------------------ | ------------- | ---------------- | ------------- | --------------------- | --- | --------------- | --------------------- | -------- |
| 1.  | Real Madrid              | Spanyolország | 14               | 2             | 0                     | 0   | 5               | 8                     | 29       |
| 2.  | FC Barcelona             | Spanyolország | 5                | 3             | 0                     | 4   | 5               | 3                     | 20       |
| 3.  | AC Milan                 | Olaszország   | 7                | 0             | 0                     | 2   | 5               | 4                     | 18       |
| 4.  | FC Liverpool             | Anglia        | 6                | 3             | 0                     | 0   | 4               | 1                     | 14       |
| 5.  | Bayern München           | Németország   | 6                | 1             | 0                     | 1   | 2               | 4                     | 14       |
| 6.  | AFC Ajax                 | Hollandia     | 4                | 1             | 0                     | 1   | 3               | 2                     | 11       |
| 7.  | Juventus FC              | Olaszország   | 2                | 3             | 0                     | 1   | 2               | 2                     | 10       |
| 8.  | Internazionale           | Olaszország   | 3                | 3             | 0                     | 0   | 0               | 3                     | 9        |
| 9.  | Chelsea                  | Anglia        | 2                | 2             | 0                     | 2   | 2               | 1                     | 9        |
| 10. | Manchester United        | Anglia        | 3                | 1             | 0                     | 1   | 1               | 2                     | 8        |
| 11. | Atlético Madrid          | Spanyolország | 0                | 3             | 0                     | 1   | 3               | 1                     | 8        |
| 12. | FC Porto                 | Portugália    | 2                | 2             | 0                     | 0   | 1               | 2                     | 7        |
| 13. | Sevilla FC               | Spanyolország | 0                | 6             | 0                     | 0   | 1               | 0                     | 7        |
| 14. | Valencia CF              | Spanyolország | 0                | 3             | 0                     | 1   | 2               | 0                     | 6        |
| 15. | RSC Anderlecht           | Belgium       | 0                | 1             | 0                     | 2   | 2               | 0                     | 5        |
| 16. | Feyenoord                | Hollandia     | 1                | 2             | 0                     | 0   | 0               | 1                     | 4        |
| 17. | Parma FC                 | Olaszország   | 0                | 2             | 0                     | 1   | 1               | 0                     | 4        |
| 18. | Nottingham Forest        | Anglia        | 2                | 0             | 0                     | 0   | 1               | 0                     | 3        |
| 19. | Borussia Dortmund        | Németország   | 1                | 0             | 0                     | 1   | 0               | 1                     | 3        |
| 20. | Dinamo Kyjev             | Ukrajna       | 0                | 0             | 0                     | 2   | 1               | 0                     | 3        |
| 21. | Tottenham Hotspur        | Anglia        | 0                | 2             | 0                     | 1   | 0               | 0                     | 3        |
| 22. | Benfica Lisszabon        | Portugália    | 2                | 0             | 0                     | 0   | 0               | 0                     | 2        |
| 23. | PSV Eindhoven            | Hollandia     | 1                | 1             | 0                     | 0   | 0               | 0                     | 2        |
| 24. | Steaua București         | Románia       | 1                | 0             | 0                     | 0   | 1               | 0                     | 2        |
| 25. | Aston Villa FC           | Anglia        | 1                | 0             | 0                     | 0   | 1               | 0                     | 2        |
| 26. | Crvena Zvezda            | Szerbia       | 1                | 0             | 0                     | 0   | 0               | 1                     | 2        |
| 27. | Hamburg SV               | Németország   | 1                | 0             | 0                     | 1   | 0               | 0                     | 2        |
| 28. | Borussia Mönchengladbach | Németország   | 0                | 2             | 0                     | 0   | 0               | 0                     | 2        |
| 29. | Arsenal                  | Anglia        | 0                | 1             | 0                     | 1   | 0               | 0                     | 2        |
| 30. | Leeds United             | Anglia        | 0                | 2             | 0                     | 0   | 0               | 0                     | 2        |
| 31. | KV Mechelen              | Belgium       | 0                | 0             | 0                     | 1   | 1               | 0                     | 2        |
| 32. | Real Zaragoza            | Spanyolország | 0                | 1             | 0                     | 1   | 0               | 0                     | 2        |
| 33. | Galatasaray              | Törökország   | 0                | 1             | 0                     | 0   | 1               | 0                     | 2        |
| 34. | Lazio Roma               | Olaszország   | 0                | 0             | 0                     | 1   | 1               | 0                     | 2        |
| 35. | IFK Göteborg             | Svédország    | 0                | 2             | 0                     | 0   | 0               | 0                     | 2        |
| 36. | Aberdeen                 | Skócia        | 0                | 0             | 0                     | 1   | 1               | 0                     | 2        |
| 37. | Zenit Szentpétervár      | Oroszország   | 0                | 1             | 0                     | 0   | 1               | 0                     | 2        |
| 38. | Eintracht Frankfurt      | Németország   | 0                | 2             | 0                     | 0   | 0               | 0                     | 2        |
| 39. | AS Roma                  | Olaszország   | 0                | 1             | 1                     | 0   | 0               | 0                     | 2        |
| 40. | Olympique Marseille      | Franciaország | 1                | 0             | 0                     | 0   | 0               | 0                     | 1        |
| 41. | Celtic Glasgow           | Skócia        | 1                | 0             | 0                     | 0   | 0               | 0                     | 1        |
| 42. | Newcastle United         | Anglia        | 0                | 1             | 0                     | 0   | 0               | 0                     | 1        |
| 43. | Ipswich Town             | Anglia        | 0                | 1             | 0                     | 0   | 0               | 0                     | 1        |
| 44. | Napoli                   | Olaszország   | 0                | 1             | 0                     | 0   | 0               | 0                     | 1        |
| 45. | Bayer Leverkusen         | Németország   | 0                | 1             | 0                     | 0   | 0               | 0                     | 1        |
| 46. | Schalke 04               | Németország   | 0                | 1             | 0                     | 0   | 0               | 0                     | 1        |
| 47. | Ferencváros              | Magyarország  | 0                | 1             | 0                     | 0   | 0               | 0                     | 1        |
| 48. | Dinamo Zagreb            | Horvátország  | 0                | 1             | 0                     | 0   | 0               | 0                     | 1        |
| 49. | CSKA Moszkva             | Oroszország   | 0                | 1             | 0                     | 0   | 0               | 0                     | 1        |
| 50. | Sachtar Donyeck          | Ukrajna       | 0                | 1             | 0                     | 0   | 0               | 0                     | 1        |
| 51. | Sporting Lisszabon       | Portugália    | 0                | 0             | 0                     | 1   | 0               | 0                     | 1        |
| 52. | West Ham United          | Anglia        | 0                | 0             | 0                     | 1   | 0               | 0                     | 1        |
| 53. | Fiorentina               | Olaszország   | 0                | 0             | 0                     | 1   | 0               | 0                     | 1        |
| 54. | Sampdoria                | Olaszország   | 0                | 0             | 0                     | 1   | 0               | 0                     | 1        |
| 55. | Werder Bremen            | Németország   | 0                | 0             | 0                     | 1   | 0               | 0                     | 1        |
| 56. | Dinamo Tbiliszi          | Grúzia        | 0                | 0             | 0                     | 1   | 0               | 0                     | 1        |
| 57. | Glasgow Rangers          | Skócia        | 0                | 0             | 0                     | 1   | 0               | 0                     | 1        |
| 58. | Slovan Bratislava        | Szlovákia     | 0                | 0             | 0                     | 1   | 0               | 0                     | 1        |
| 59. | Paris Saint-Germain      | Franciaország | 0                | 0             | 0                     | 1   | 0               | 0                     | 1        |
| 60. | FC Magdeburg             | Németország   | 0                | 0             | 0                     | 1   | 0               | 0                     | 1        |
| 61. | Manchester City          | Anglia        | 0                | 0             | 0                     | 1   | 0               | 0                     | 1        |
| 62. | Everton                  | Anglia        | 0                | 0             | 0                     | 1   | 0               | 0                     | 1        |
| 63. | Villarreal CF            | Spanyolország | 0                | 1             | 0                     | 0   | 0               | 0                     | 1        |

* A Bajnokcsapatok Európa-kupája is idetartozik
** A Vásárvárosok-kupája és az UEFA-kupa is idetartozik
*** Az Interkontinentális kupa is idetartozik

### Országok szerint
| No. | Országok      | Ország        | Bajnokok Ligája* | Európa Liga** | UEFA Konferencia Liga | KEK | UEFA-Szuperkupa | Klubvilágbajnokság*** | Összesen | Klubok száma | Legsikeresebb klub**** |
| --- | ------------- | ------------- | ---------------- | ------------- | --------------------- | --- | --------------- | --------------------- | -------- | ------------ | ---------------------- |
| 1.  | Spanyolország | Spanyolország | 19               | 20            | 0                     | 7   | 16              | 12                    | 74       | 7            | Real Madrid            |
| 2.  | Olaszország   | Olaszország   | 12               | 10            | 1                     | 7   | 9               | 9                     | 48       | 11           | AC Milan               |
| 3.  | Anglia        | Anglia        | 14               | 13            | 0                     | 8   | 9               | 4                     | 48       | 13           | FC Liverpool           |
| 4.  | Németország   | Németország   | 8                | 7             | 0                     | 5   | 2               | 5                     | 27       | 7            | Bayern München         |
| 5.  | Hollandia     | Hollandia     | 6                | 4             | 0                     | 1   | 3               | 3                     | 17       | 3            | AFC Ajax               |
| 6.  | Portugália    | Portugália    | 4                | 2             | 0                     | 1   | 1               | 2                     | 10       | 3            | FC Porto               |
| 7.  | Belgium       | Belgium       | 0                | 1             | 0                     | 3   | 3               | 0                     | 7        | 2            | Anderlecht             |
| 8.  | Skócia        | Skócia        | 1                | 0             | 0                     | 2   | 1               | 0                     | 4        | 3            | Aberdeen               |
| 9.  | Ukrajna       | Ukrajna       | 0                | 1             | 0                     | 2   | 1               | 0                     | 4        | 2            | Dinamo Kijev           |
| 10. | Oroszország   | Oroszország   | 0                | 2             | 0                     | 0   | 1               | 0                     | 3        | 2            | Zenit Szentpétervár    |
| 11. | Szerbia       | Szerbia       | 1                | 0             | 0                     | 0   | 0               | 1                     | 2        | 1            | Crvena Zvezda          |
| 12. | Törökország   | Törökország   | 0                | 1             | 0                     | 0   | 1               | 0                     | 2        | 1            | Galatasaray            |
| 13. | Románia       | Románia       | 1                | 0             | 0                     | 0   | 1               | 0                     | 2        | 1            | Steaua Bukarest        |
| 14. | Franciaország | Franciaország | 1                | 0             | 0                     | 1   | 0               | 0                     | 2        | 2            | Olympique Marseille    |
| 15. | Svédország    | Svédország    | 0                | 2             | 0                     | 0   | 0               | 0                     | 2        | 1            | IFK Göteborg           |
| 16. | Magyarország  | Magyarország  | 0                | 1             | 0                     | 0   | 0               | 0                     | 1        | 1            | Ferencváros            |
| 17. | Horvátország  | Horvátország  | 0                | 1             | 0                     | 0   | 0               | 0                     | 1        | 1            | Dinamo Zagreb          |
| 18. | Grúzia        | Grúzia        | 0                | 0             | 0                     | 1   | 0               | 0                     | 1        | 1            | Dinamo Tbilisi         |
| 19. | Szlovákia     | Szlovákia     | 0                | 0             | 0                     | 1   | 0               | 0                     | 1        | 1            | Slovan Bratislava      |

* A Bajnokcsapatok Európa-kupája is idetartozik
** A Vásárvárosok-kupája és az UEFA-kupa is idetartozik
*** Az Interkontinentális kupa is idetartozik
**** Ha egy országon belül több klub is ugyanannyi kupát nyert el, az kerül ide, amelyik a legtöbbet nyerte a legértékesebbek közül